# Dadá Ajacá
Dadá Ajacá (Dadá Ajaká) ou Baiâni, segundo a tradição iorubá, é o filho mais velho de Oraniã, irmão consanguíneo de Xangô, que então reinava em Oió.
Em alguns terreiros, Dadá Ajaká é uma representação de Baiâni, que é visto como um orixá masculino, que teria sido exilado do trono de Oió. Nesta condição, seu nome é Dadá ou Ajaka e a coroa que ele usa é chamada de adê baiani.
Este orixá estava sempre associado às crianças, à beleza, e às artes. De caráter calmo e pacífico, não tinha a energia que se exigia de um verdadeiro chefe dessa época. Dadá é o nome dado pelos iorubás às crianças cujos cabelos crescem em tufos que se frisam separadamente.
No Terreiro do Gantois, na Bahia é reverenciado e cultuado como Baiâni, onde realiza-se uma festa anual e no Ilê Omorodé Orixá N´la, onde existe um filho iniciado nesse orixá e também realiza uma festa anual.

## História
Ajacá foi 2º alafim de Oió, o Oba Ajacá, meio irmão de Xangô, que era muito pacifico, apático e não realizava um bom governo.
Xangô cresceu nas terras dos nupés, local de origem de Torossi, sua mãe. Tempos depois, com seus seguidores, se estabeleceu em Oió, num bairro que recebeu o mesmo nome da cidade que viveu, Cossô, e com isso manteve seu título de Oba Cossô. Xangô percebendo a fraqueza de seu irmão e sendo astuto e ávido por poder, destrona Ajacá e torna-se o terceiro alafim de Oió.
Ajacá, também chamado de Dadá, exilado, sai de Oió para reinar numa cidade menor, Iboô, vizinha de Oió. Por ter sido deposto, não poderia mais usar a coroa real de Oió, e passa então a usar uma outra coroa (adê), que esconde seus olhos envergonhados e jura que somente irá tirá-la quando ele puder usar novamente o adê que lhe foi roubado. Esta coroa que Dadá Ajacá passa a usar, é rodeada por vários fios ornados de búzios no lugar das contas preciosas do Adê Real de Oió, e esta chama-se Ade Baiani. Dadá Ajacá então casa-se e tem um filho que chama-se Aganju, que vem a ser sobrinho de Xangô.

Xangô reina durante sete anos sobre Oió e com intenso remorso das inúmeras atrocidades cometidas e com o povo revoltado, ele abandona o trono e se refugia na terra natal de sua mãe em Tapa. Após um tempo, suicida-se, enforcando-se numa árvore chamada de àyòn (àyàn) na cidade de Cossô. Com o fato consumado, Dadá Ajacá volta à Oió e reassume o trono, retira então o Ade Baiani e passa a usar o Ade Alafim, tornando-se então o quarto alafim de Oió. Após sua morte, assume o trono seu filho Aganju, neto de Òrànmíyàn e sobrinho de Xangô, tornando-se o quinto alafim de Oió.